# Białystok (okręg)
Białystok (niem. Verwaltungsbezirk Bialystok) – okręg administracyjny utworzony pod koniec 1915 r. w ramach zarządu Ober-Ost na okupowanych przez wojska niemieckie obszarach części dawnej guberni grodzieńskiej. 1 listopada 1916 r. został połączony z dotychczasowym okręgiem Grodno w okręg Białystok-Grodno.